# Hellestorp

Hellestorp är en by i Lemland på Åland. Hellestorp gränsar till byarna Söderby, Prestgården, Bengtsböle, Vessingsboda, Flaka och Västeränga. Byn har 171 invånare (2019). Hellestorp har eget jaktlag och slakthus. Hellestorps byalag består av alla som köpt in sig i samfälligheten, styrelsen har fem medlemmar.

## Geografi
Vid hamnen Baltic finns en småbåtshamn som byggdes 2021 av Hellestorps byalag, det finns även ett flertal båthus vid Hellestorpsjö samt en sandstrand. I de västra delarna av Hellestorp ligger Kasberget som till ungefär hälften delas med Söderby På Kasberget fanns under 2000-talets början turistanläggningen Havanna Mountain. 
Hellestorp har en liten skärgård med större öar som; Stora Järsö, Mörkö, Slättskär och Tväggskär. Myren Träsket ligger delvis i Hellestorp. Ön Kannogvara söder om Slättskär har fått sitt namn av frasen "kan nog vara" och namngavs troligtvis efter ett missförstånd från lantmätaren, när det egentligen menades att ön var obetydlig och därför namnlös.[källa behövs]

## Kända personer från Hellestorp
Skeppsredaren Gustaf Erikson är född och uppvuxen i Hellestorp.